# 豪森巴赫河 (溫達赫河支流)
47°58′47″N 11°00′11″E / 47.97962°N 11.00297°E

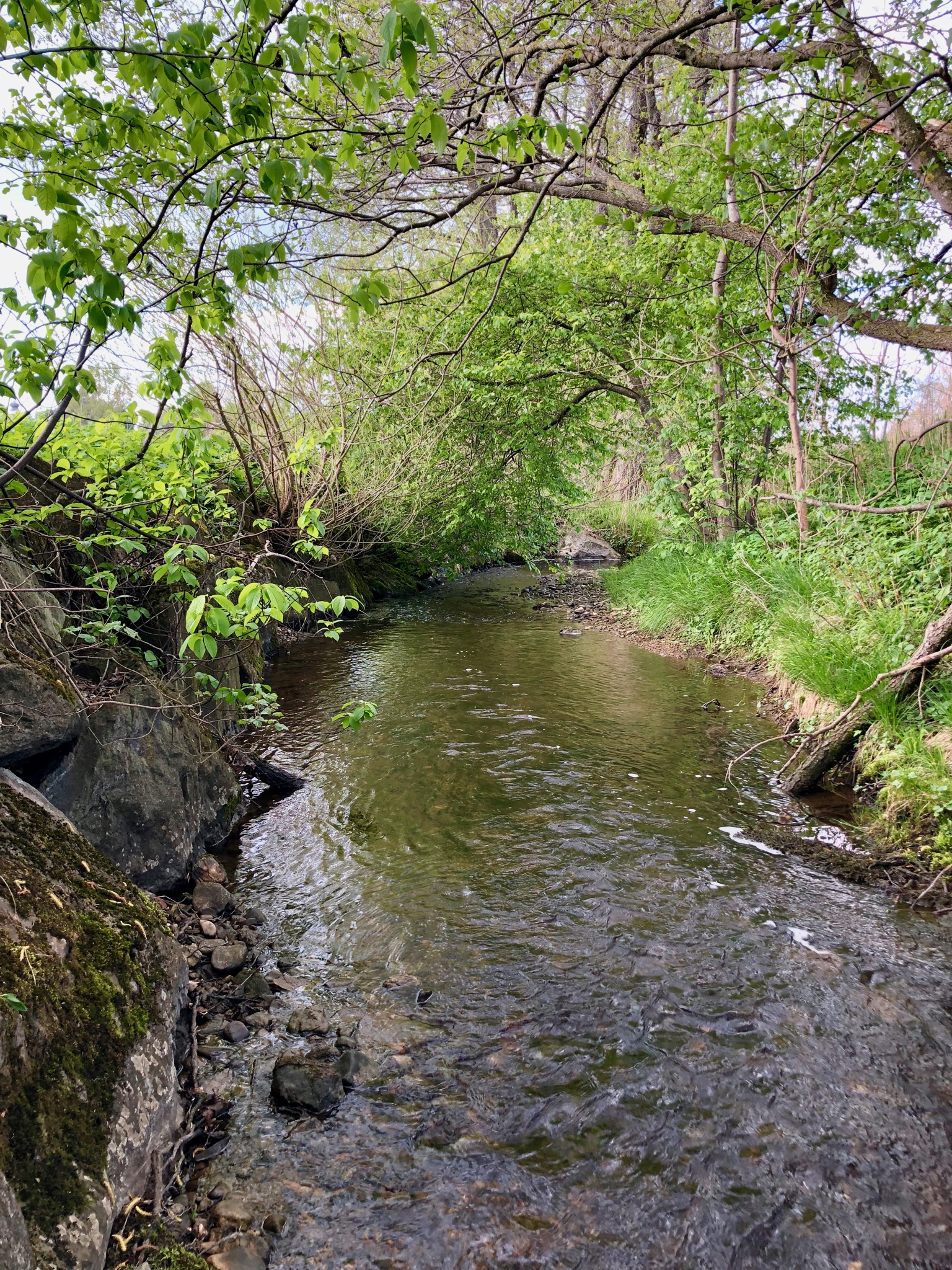

豪森巴赫河是德國的河流，位於該國東南部，由巴伐利亞負責管轄，該河流屬於溫達赫河的左支流，河道全長6.7公里，河道全長11.1公里。